# 크레이지 호스 기념물

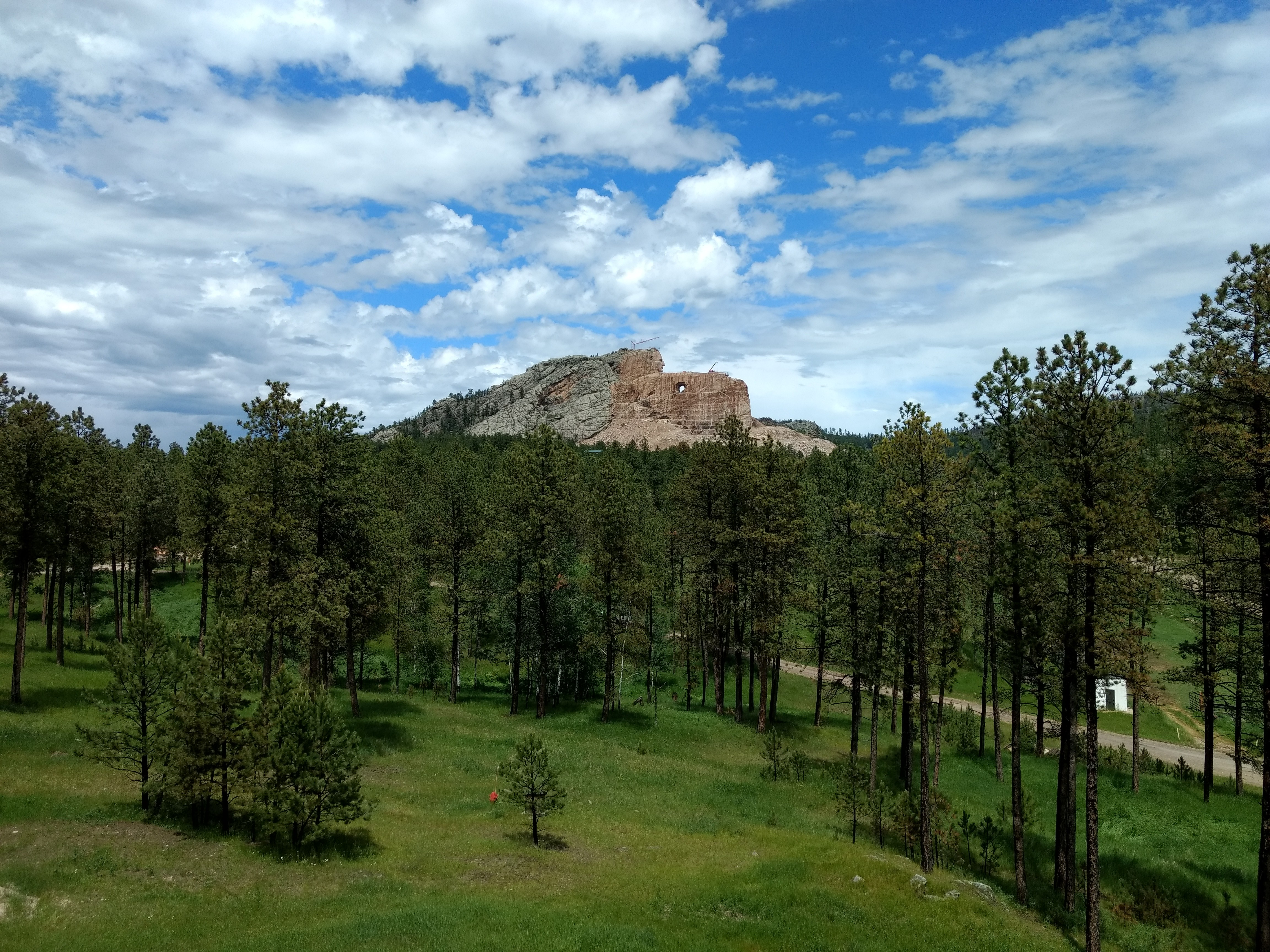
크레이지 호스 기념물

크레이지 호스 기념물(영어: Crazy Horse Memorial)은 미국 사우스다코타주 커스터군의 블랙힐스에 있는 사유지에 건설 중인 산악 기념물이다. 크레이지 호스를 묘사한다.
이 기념물은 1948년부터 건설 중이며 아직 미완성이다.